# Jiro Kuwata
Jiro Kuwata (桑田 二郎, Kuwata Jirō, ou 桑田 次郎, né le 17 avril 1935 à Suita - décédé le 2 juillet 2020) est un mangaka japonais.

## Biographie
Artiste doué, Kuwata débute comme mangaka à l'âge de 13 ans, lorsqu'il crée The Strange Star Cluster (怪奇星団)  en 1948. En 1957, il crée Maboroshi Tantei (まぼろし探偵, Phantom Detective)  (qui sera adapté en série télévisée tokusatsu en 1959). Ensuite, Kuwata se consacre à la création d'aventures de super-héros. Sa plus célèbre histoire est Eightman, qu'il crée en collaboration avec l'écrivain Kazumasa Hirai.
En 1965, alors qu'il termine le dernier numéro de Eightman, il est arrêté pour possession d'une arme de poing (il avait envisagé de se suicider). Kuwata étant en prison, Hirai demande à d'autres mangakas de terminer le dernier numéro, mais n'est pas satisfait du résultat. L'histoire est publiée dans un magazine manga, mais n'a jamais été réimprimée depuis.
Kuwata, libéré de prison peu de temps après, continue son travail de mangaka jusque dans les années 1970, mais il connaît des phases de dépression et d'alcoolisme.
En 1966, il crée une version manga des aventures de Batman.
En 1977, il a une révélation et se convertit au bouddhisme . Il a depuis écrit des livres illustrés sur la vie de Bouddha. Il s'est aussi occasionnellement remis au manga, et en 1992, il a accepté de faire sa propre version du dernier numéro de Eightman, à la demande de son co-créateur/ami Kazumasa Hirai.